# Пуцури (Долж)
Пуцури (рум. Puțuri) насеље је у Румунији у округу Долж у општини Кастранова. Oпштина се налази на надморској висини од 156 m.

## Становништво
Према подацима из 2002. године у насељу је живело 1531 становника.

### Попис2002.
| Расподела становништва по националности 2002.‍ | Расподела становништва по националности 2002.‍ | Расподела становништва по националности 2002.‍ | Расподела становништва по националности 2002.‍ | Расподела становништва по националности 2002.‍ |
| --------------------------------------------- | --------------------------------------------- | --------------------------------------------- | --------------------------------------------- | --------------------------------------------- |
|                                               |                                               |                                               |                                               |                                               |
| Румуни                                        | Румуни                                        |                                               | 1.526                                         | 99,7%                                         |
| Роми                                          | Роми                                          |                                               | 5                                             | 0,3%                                          |